# 御名を掲げて
御名を掲げて（英語: Lord, I Lift Your Name on High）は、キリスト教ワーシップ音楽である。それは、1989年にリック・ファウンズによって書かれた。ファウンズは、朝の祈りの時にコンピューターのモニターの聖書を読みながらこの曲を作曲して、テレビを見ながら、同時にギターを弾いてこの曲を歌った。彼は、救済史のサイクルを、水のサイクルに比べた。ファウンズはソング・リーダーとしてその曲を演奏した。マラナタ・ミュージックen:Maranatha! Musicに取り上げられ、そして、プロミス・キーパーズが英語とスペイン語で使った。 日本ではミクタム発行の『プレイズ＆ワーシップ』にジョン山崎の訳詞の曲が収録されている。
1990年代からもっとも人気のあるクリスチャン・ソングになった。アメリカでのen:CCLIで御名を掲げてが、1997年から2003年毎年教会もっとも使われた曲として報告されている。それ以来トップの座を占めている。最近では、六番目に人気のある曲である。  CCLI UK は2006年中期で五番目に人気のある、演奏され録音された曲として報告している。 オーストラリアでは、2007年に七番目に使われた曲である。